# クロコダイル科
クロコダイル科（クロコダイルか、Crocodylidae）は、爬虫綱ワニ目に分類される科。模式属はワニ属。

## 形態
背面は大型の鱗で覆われているが、幅は狭い。口吻は種による変異が大きい。一例としてジョンストンワニやアフリカクチナガワニ類では口吻が細長いが、ヌマワニは幅広い。口を閉じた時に下顎の第4歯が外から見えるが、例外もありアリゲーター科の一部では見える個体もいるため絶対的な区別方法ではない。腹面にある鱗板に、感熱器官（濾胞）がある。踵行性傾向がある。

## 分類
外部形態や分子系統解析から、1種のみでガビアル科を構成するインドガビアルを本科に含める説もあった。
2003年にミトコンドリアDNAの12S rRNAの分子系統解析から、旧ナイルワニCrocodylus niloticusが遺伝的差異のある2系統に分かれる（西アフリカの個体群が、東アフリカや南アフリカの個体群よりもジョンストンワニに近縁）という解析結果が得られ分割する説が提唱された。この分子系統解析では旧アフリカクチナガワニCrocodylus cataphractus（出典での学名に従う）が、ワニ属ではなくニシアフリカコビトワニに近縁とする解析結果も得られワニ属からの分割も提唱している。2018年に旧アフリカクチナガワニMecistops cataphractusを、2種に分割する説が提唱された。2019年に旧ニューギニアワニのパプアニューギニア南部個体群が、Crocodylus halliとして新種記載された。
以下の現生の分類群・英名は、Reptile Database (2021) に従う。和名は中井 (2023) を参考。
- クロコダイル属 (ワニ属) Crocodylus
  - Crocodylus acutus アメリカワニ American crocodile
  - Crocodylus halli ミナミニューギニアワニ Hall's New Guinea crocodile
  - Crocodylus intermedius オリノコワニ Orinoco crocodile
  - Crocodylus johnstoni オーストラリアワニ (ジョンストンワニ) Freshwater crocodile/Johnstone River crocodile
  - Crocodylus mindorensis フィリピンワニ (ミンドロワニ) Philippine crocodile
  - Crocodylus moreletii グアテマラワニ (モレレットワニ) Morelet's crocodile
  - Crocodylus niloticus ナイルワニ (アフリカワニ) Nile crocodile
  - Crocodylus novaeguineae ニューギニアワニ (パプアワニ) New Guinea crocodile
  - Crocodylus palustris ヌマワニ (インドワニ) Mugger crocodile
  - Crocodylus porosus イリエワニ (ウミワニ) Saltwater crocodile
  - Crocodylus rhombifer キューバワニ Cuban crocodile
  - Crocodylus siamensis シャムワニ (タイワニ) Siamese crocodile
  - Crocodylus suchus ニシアフリカワニ (セベクワニ) West African crocodile

- クチナガワニ属 Mecistops
  - Mecistops cataphractus ニシアフリカクチナガワニ (クチナガワニ) West African slender-snouted crocodile
  - Mecistops leptorhynchus チュウオウアフリカクチナガワニ (フスクスクチナガワニ) Central African slender-snouted crocodile

- コビトワニ属 Osteolaemus
  - Osteolaemus osborni コンゴコビトワニ Osborn's dwarf crocodile
  - Osteolaemus tetraspis ニシアフリカコビトワニ (ニシアフリカコガタワニ) Dwarf crocodile

## 人間との関係
日本では2021年の時点で科単位で特定動物に指定されており、2019年6月には愛玩目的での飼育が禁止された（2020年6月に施行）。